# Andrzej Piotrowski (sztangista)
Andrzej Piotrowski (ur. 27 stycznia 1958 w Pułtusku) – polski sztangista, medalista mistrzostw świata, olimpijczyk.
Startował w barwach Mazovii Pułtusk i Odry Opole. Największym sukcesem zawodnika było zdobycie w 1983 brązowego medalu mistrzostw świata w wadze półciężkiej (90 kg) z wynikiem 382,5 kg. Dwukrotnie (1983 i 1984) wywalczył także trzecie miejsce w mistrzostwach kontynentu.
Startował na olimpiadzie w Seulu w 1988, gdzie zajął 4. miejsce z wynikiem 365 kg (165 kg + 200 kg).
Po zakończeniu kariery zawodniczej trener (m.in. kadry narodowej) oraz działacz.